# Гемптон (Джорджія)
Гемптон (англ. Hampton) — місто (англ. city) в США, в окрузі Генрі штату Джорджія. Населення — 8368 осіб (2020).

## Географія
Гемптон розташований за координатами 33°23′8″ пн. ш. 84°17′38″ зх. д. / 33.38556° пн. ш. 84.29389° зх. д. (33.385614, -84.293815).  За даними Бюро перепису населення США в 2010 році місто мало площу 14,65 км², з яких 14,53 км² — суходіл та 0,13 км² — водойми.

## Демографія
Згідно з переписом 2010 року, у місті мешкало 6987 осіб у 2292 домогосподарствах у складі 1811 родини. Густота населення становила 477 осіб/км².  Було 2666 помешкань (182/км²).
Расовий склад населення:
| - 52,7 % — білих - 39,0 % — чорних або афроамериканців - 0,8 % — азіатів - 0,2 % — корінних американців - 4,9 % — осіб інших рас |

До двох чи більше рас належало 2,3 %. Частка іспаномовних становила 8,6 % від усіх жителів.
За віковим діапазоном населення розподілялося таким чином: 32,8 % — особи молодші 18 років, 60,3 % — особи у віці 18—64 років, 6,9 % — особи у віці 65 років та старші. Медіана віку мешканця становила 31,5 року. На 100 осіб жіночої статі у місті припадало 90,7 чоловіків;  на 100 жінок у віці від 18 років та старших — 83,4 чоловіків також старших 18 років.
Середній дохід на одне домашнє господарство  становив 58 556 доларів США (медіана — 43 838), а середній дохід на одну сім'ю — 58 628 доларів (медіана — 43 958). Медіана доходів становила 51 087 доларів для чоловіків та 27 266 доларів для жінок. За межею бідності перебувало 32,4 % осіб, у тому числі 43,3 % дітей у віці до 18 років та 15,7 % осіб у віці 65 років та старших.
Цивільне працевлаштоване населення становило 2507 осіб. Основні галузі зайнятості: освіта, охорона здоров'я та соціальна допомога — 23,2 %, роздрібна торгівля — 17,9 %, виробництво — 16,2 %.